# Vittoria Belvedere
Vittoria Belvedere (ur. 17 stycznia 1972) – włoska aktorka filmowa i telewizyjna.

## Filmografia (wybór)

### Seriale TV
- 1989: Le Retour d'Arsene Lupin jako Clara
- 1993: Plac Hiszpański jako Gienevra
- 1998: Dziewczyny z Placu Hiszpańskiego jako Fiamma
- 2006: Oddział położniczy jako Sara Guastalla, ginekolog
- 2011: Angeli e Diamanti jako Chiara

### Filmy fabularne
- 1992: Zoloto jako Gesuina
- 1999: La Spiaggia
- 2003: August pierwszy cesarz
- 2004: Historia świętej Rity jako Ryta z Cascii
- 2005: Jan Paweł II jako Ewa
- 2012: Immaturi - II Viaggio jako Pani doktor